# 万源路 (上海)
31°08′22″N 121°22′37″E / 31.13941°N 121.37681°E
万源路，是中國上海市闵行区的一条道路，以四川万源命名。道路在虹桥镇内原名新桥路，因位于虹桥镇新桥村境内命名。
万源路的沪闵路至古美西路段曾为单向二车道，南向北单向通行；后改为双向四车道。平南路至顾戴路段则因为复旦大学附属儿科医院附近交通拥堵，于2013年改为北向南单向通行，但公交车除外。2017年从古美西路延伸至沪闵路。

## 相交道路[5]
- 沪闵路
- 闵虹路[6]
- 古美西路
- 平南路
- 顾戴路
- 古龙路
- 平阳路
- 东兰路
- 漕宝路

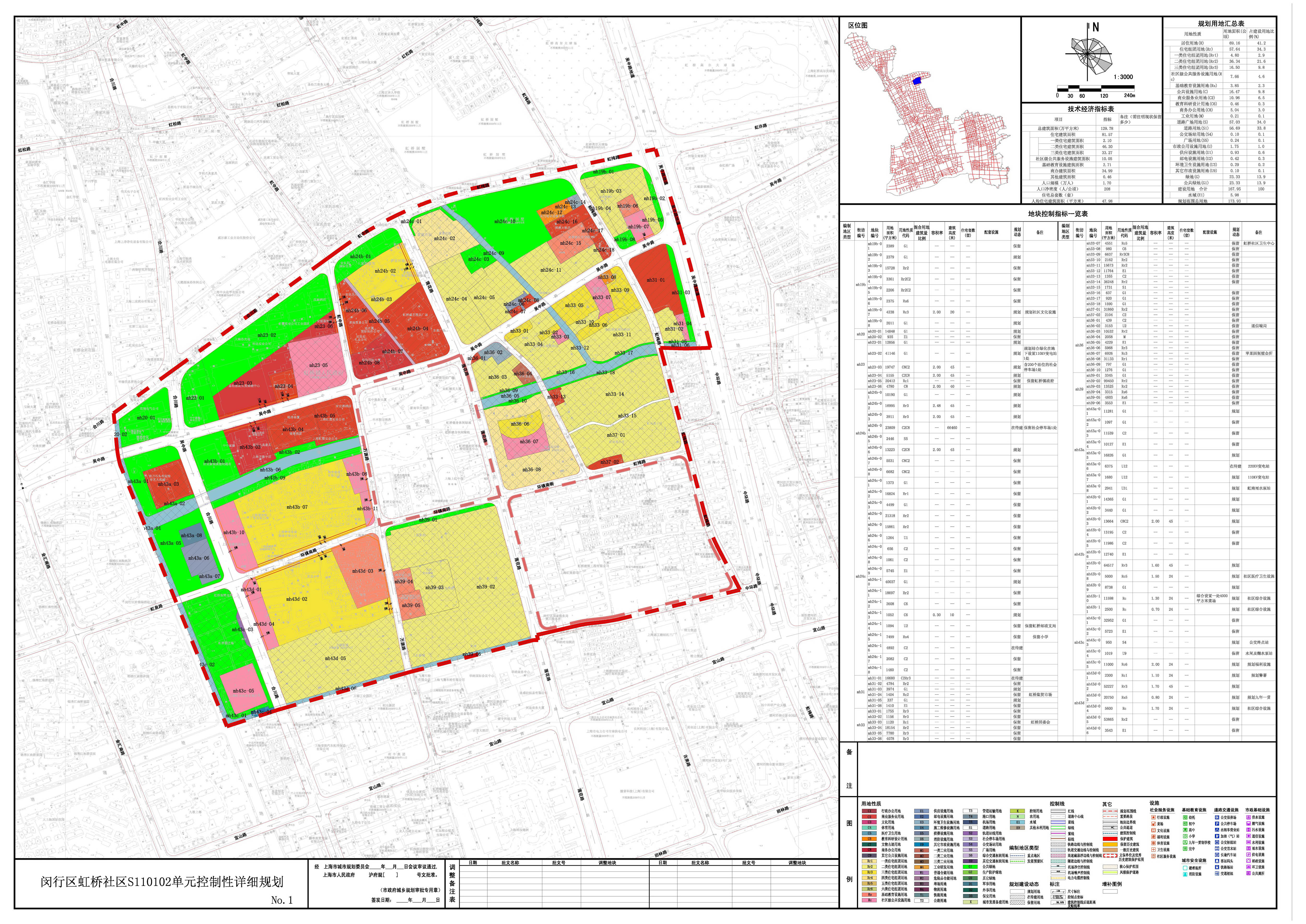
上海市规划和国土资源管理局编制的闵行区虹桥社区控制性详细规划。中央粉红色地块的右边道路就是万源路（图中也有标注新桥路和原新桥村委会）。同时，本图也标注万源路北段截止到宜山路为止，以南到漕宝路段的道路在此次规划调整中取消。

- （废新桥路段：漕宝路经田林路至宜山路，因漕河泾开发区在闵行区内的规划占用道路土地，将不再打通[7]）
- 宜山路
- 虹泉路 / 虹桥镇环镇南路
- 吴中路
- 虹中路、紫秀路（规划吴中路）

## 沿路主要设施[8]
- 虹桥镇人民政府
- 漕河泾开发区闵行园区
- 万源城
- 复旦大学附属儿科医院、上海申通地铁集团培训基地
- 上海轨道交通1号线莲花路站
- 上海轨道交通12号线东兰路站